# Корсуновский сельский совет
Корсуновский сельский совет (укр. Корсунівська сільська рада) — входит в состав Лохвицкого района Полтавской области Украины.
Административный центр сельского совета находится в с. Корсуновка.

## История
- 1921 — дата образования.

## Населённые пункты совета
- с. Корсуновка
- с. Волковское
- с. Пласковщина
- с. Потоцковщина
- с. Саранчино

## Ликвидированные населённые пункты совета
- с. Ромодановка